# Cronistoria della Società Sportiva Lazio
In questa pagina sono riportati i risultati relativi alle varie stagioni sportive della Società Sportiva Lazio, società calcistica italiana per azioni con sede a Roma.

## Tabella stagioni sportive
LEGENDA: CH - Coppa dei Campioni/Champions League; CO - Coppa delle Coppe; UE - Coppa UEFA; EL - Europa League; CL - Conference League; IN - Coppa Intertoto UEFA; SU - Supercoppa UEFA; CF - Coppa delle Fiere; MI - Coppa Mitropa; AL - Coppa delle Alpi; AI - Coppa Anglo-Italiana; LA - Coppa Latina; AM - Coppa dell'Amicizia; ES - Coppa d'Estate.
| 1958: Vincitrice (dettagli)            |
| 1958-1959: Quarti di finale (dettagli) |

| CF: Trentaduesimi di finale |
| AL: Vincitrice              |

| SU: Vincitrice       |
| CH: Quarti di finale |